# ایشتاران
ایشتاران (سومری: 𒀭𒅗𒁲) خدای بین‌النهرینی بود که خدای حامی شهر در، دولت شهری واقع در شرق دجله، در مجاورت مرزهای عیلام، بود. مشخص است که او یک قاضی الهی بود، و به احتمال زیاد موقعیت بالایی در پانتئون بین‌النهرین داشت، اما بسیاری از جنبه‌های شخصیت او نامشخص است. او با مارها، به ویژه با خدای مار، نیرا، ارتباط داشت و ممکن است که او را به صورت نیمه یا کاملاً مارپیچ به تصویر کشیده باشند. او برای اولین بار در دوره دودمان نخستین در کتیبه‌های پادشاهی و نام‌های تئوفوری گواهی شده است. او در منابع مربوط به حکمرانی بسیاری از سلسله‌های بعدی نیز آمده است. هنگامی که دِر پس از دوره اور سوم به استقلال رسید، حاکمان محلی نمایندگان ایشتاران در نظر گرفته شدند. در دوره‌های بعد، او موقعیت خود را در دِر حفظ کرد و بارها مجسمه‌اش توسط آشوری‌ها برای تأمین وفاداری مردم شهر منتقل شد.

## نام
نام ایشتاران در خط میخی می‌تواند به صورت dKA.DI or dMUŠ نوشته شده باشد.
معمولاً فرض بر این است که نام ایشتاران از زبانی سامی سرچشمه گرفته است. گفته شده است که این نام از نظر ریشه‌شناختی با ایشتار مرتبط بوده است.
ایشتاران را می‌توان Anu Rabû یا AN.GAL نیز نامید، «آنوی بزرگ». در منابع عیلامی علائم AN.GAL در مقابل خدای ناپیریشا را نشان می‌دهند که در گذشته به اشتباه تصور می‌شد که همان خدای هومبان است. ووتر هنکلمن بر اساس این شباهت و همچنین قرابت مشترک آنها با مارها و این واقعیت که دِر در نزدیکی عیلام قرار داشت، ارتباط بین این دو خدایی را پیشنهاد می‌کند.

## شخصیت و شمایل‌نگاری
شخصیت ایشتاران بسیار کم شناخته شده است، با وجود آنکه «در پانتئون بین‌النهرین جایگاه بسیار بالایی داشت». این موضوع مشخص است که در اصل او قاضی الهی دانسته می‌شد.
بر اساس قرار گرفتن ایشتاران در مجاورت ارشکیگال در فهرست خدای آن = آنوم، احتمال داده شده است که او با دنیای زیرین مرتبط بوده باشد.
به گفته ویلفرد جی. لمبرت، صورت ایشتاران را زیبا تلقی می‌کردند. مرثیه‌ای از او به عنوان «چشم روشن» یاد می‌کند. او همچنین با مارها در ارتباط بود.

## پرستش
ایشتاران خدای حامی دِر بود.